# Egremont
Egremont este un oraș în comitatul Cumbria, regiunea North West, Anglia. Orașul se află în districtul Copeland.